# Мухавець
Мухавець (біл. Мухавец) — річка в Берестейській області Білорусі, права притока Західного Бугу. Довжина — 113 км, площа басейну — 6350 км².
Бере початок від злиття струмка Муха і каналу Вец в місті Пружани. Протікає переважно Поліссям, в гирлі — глуха гребля. Судноплавна (від Кобрина до Берестейського річкового порту, нижче якого розташована гребля). Сполучена Дніпровсько-Бузький каналом з річкою Прип'ять.

## Основні притоки
- Праві:
  - Дахловка (24 км)
  - Жабинка (25 км)
- Ліві:
  - Тростяниця (34,3 км)
  - Осипівка (38 км)
  - Рита (62 км)
  - канал Бона (20 км)
  - Кам'янка (17 км)

Ширина долини Мухавця в середній течії 400–600 м, нижче 1,5 — 2 км. Заплава двостороння, низька, місцями заболочена, ширина до села Шебрин 200–400 м, нижче 1 — 1,5 км. Русло каналізоване. Береги низькі, висотою 0,5 — 2 м, обривисті. Найвищий рівень води спостерігається в березні, в повіддя. Середня витрата води 33,6 м³/с.
На річці розташовані міста Кобрин, Жабинка, Берестя; в гирлі — Берестейська фортеця.